# Farkas Csaba (író)
Farkas Csaba (Szeged, 1965. január 23. –) magyar író, újságíró.

## Életpályája
Farkas József és Stég Irén gyermekeként született. Főiskolai tanulmányait a Juhász Gyula Tanárképző Főiskolán végezte magyar-történelem szakon, itt kapott tanári diplomát 1988-ban.
Rendszeresen 1983-tól publikál, amikor elkezdett tárcákat, aztán legkülönfélébb, egyéb műfajú cikkeket írni a Délmagyarország c. napilapba. 1987-ben, amikor még főiskolára járt, felvették a Délmagyarországhoz munkatársnak. 
2007-ig különböző Csongrád megyei lapoknál volt munkatárs (időrendben a Délmagyarországnál, a Csongrád Megyei Hírlapnál, a Délvilágnál, a Reggeli Délvilágnál s részben ezzel egyidejűleg a Szegedi Naplónál, később pedig a Délmagyarország/Délvilágnál). Közben számos más lapban, irodalmi folyóiratokban is megjelentek tárcái. Tárcasorozataiban megteremtette Zamfiri, e prebalkáni, félig metafizikus figura, és a mindenben jeleket, nem létező dolgokat látó Thakács alakját, akik később könyvei állandó szereplői lettek. 
1995-ben a budapesti Littera Nova Kiadó által meghirdetett novellapályázatra írt novelláit beválogatták a Magánbirodalom című antológiába (válogatta Bodor Ádám, Csiki László, Márton László, szerkesztette Balázs Tibor). 2004-ben a budapesti Accordia Kiadó által gondozott Láthatatlan kövek című, kortárs prózaírók antológiájában is szerepelt. 2009-ben a Littera Nova Kiadó Menedékjog című antológiájában szerepelt. 2004-ben elvégezte a Magyar Újságírók Országos Szövetsége (MÚOSZ) Bálint György Újságíró Akadémia s a Tudományos Újságírók Klubja (TÚK) tudományos és környezetvédelmi újságíró-kurzusát, azóta tagja a Tudományos Újságírók Klubjának. 2016 óta a Magyar Írószövetség tagja. 

## Művei
- A kapu (tárcanovellák, Délmagyarország Kiadó, Szeged, 1998)
- Úszóházi Hírek (tárcanovellák, Délmagyarország, 1999)
- Yasmina belém olvas (tárcaregény, Accordia Kiadó, Budapest, 2000, Szász Imre utószavával) ISBN 963-9242-35-7
- Gyalog a hídon át (tárcák, Accordia, 2001) ISBN 9639242594
- Tó a levegőben (tárcák, Accordia, 2002) ISBN 963-9242-97-7
- Halak a város fölött (tárcák, Accordia, 2003) ISBN 9639502502
- Balaton, hal-álom (tárcák, Bába Kiadó, Szeged, 2003, Fekete Klára előszavával) ISBN 963-9511-21-8
- Tenger a telefonban (tárcák, Accordia, 2005) ISBN 963-9502-94-4
- Naphal lámpafényben (tárcák, Accordia 2006, Gyimesi László utószavával) ISBN 963-8341-40-8
- Mozdulatlan eső (tárcák, Accordia, 2007, Kocsor Erika előszavával) ISBN 978-963-9824-07-2
- A napfényfolt súlya (tárcák, Accordia 2010, Artner Szilvia Sisso előszavával) ISBN 978-963-9824-89-8
- Vizek partján, horgászva (horgásztárcák, Accordia, 2011) ISBN 978-615-5069-07-9
- Balatonozások kora. Tóparti horgászat-kaleidoszkóp, 1987-2011; Accordia, Bp., 2012 ISBN 978-615-5069-25-3
- A közelítő ház (tárcanovellák, Littera Nova, Budapest, 2012) ISBN 978-963-9643-84-0
- Balatonról, halakról. Tóparti horgászat-kaleidoszkóp, 1987-2017; Pelikán, Szeged, 2017 ISBN 978-615-80764-1-8
- Szabadság, reggeli fényben (tárcák a lila Délvilágból, 1991-1996, Ladányi Zsuzsanna és Tráser László előszavával) Pelikán 2018 ISBN 978-615-80764-6-3
- Emlékvizeken horgászva (Pelikán 2020, Tanács István előszavával) ISBN 978-615-80764-8-7
- Festett ösvény--Járatlan úton (két kisregény 2020) ISBN 978-963-534-033-0
- Festett ösvény, járatlan út (regény, Hungarovox, Budapest, Gerevich József előszavával, ISBN 978-963-534-228-0)